# Академическая гребля на летних Олимпийских играх 1956 — двойки
Соревнования среди двоек распашных без рулевого по академической гребле среди мужчин на летних Олимпийских играх 1956 года прошли с 23 по 27 ноября на озере Вендури, которое расположено вблизи города Балларат, штат Виктория. В соревновании приняли участие 18 спортсменов из 9 стран. Действующие олимпийские чемпионы из США Чарли Логг и Томас Прайс пытались пробиться в состав сборной на Игры 1956 года, но на национальном отборе уступили Джеймсу Файферуи Дювалю Хехту.
Именно американские гребцы в итоге стали олимпийскими чемпионами мельбурнских игр. США стали первой сборной кому удалось выигрывать соревнования в двойках распашных без рулевого на протяжении двух Олимпийских игр подряд. Серебряную медаль завоевали действующие чемпионы Европы из СССР Игорь Булдаков и Виктор Иванов. Бронзовые награды выиграли гребцы из Австрии Йозеф Клоимштайн и Альфред Загедер.

## Призёры
| Золото                            | Серебро                               | Бронза                                       |
| США · Джеймс Файфер · Дюваль Хехт | СССР · Игорь Булдаков · Виктор Иванов | Австрия · Йозеф Клоимштайн · Альфред Загедер |

## Рекорды
До начала летних Олимпийских игр 1956 года лучшее олимпийское время было следующим:
| Лучшее олимпийское время | Спортсмены                            | Время  | Место     | Дата           |
| ------------------------ | ------------------------------------- | ------ | --------- | -------------- |
| Лучшее олимпийское время | Германия · Бруно Мюллер · Курт Мёштер | 7:08,2 | Амстердам | 8 августа 1928 |

По ходу соревнований ни один из экипажей не смог превзойти данный результат.

## Расписание
| Дата      | Раунд                  |
| --------- | ---------------------- |
| 23 ноября | Предварительные заезды |
| 24 ноября | Отборочные заезды      |
| 26 ноября | Полуфиналы             |
| 27 ноября | Финал                  |

## Результаты

### Предварительный этап
Первые два спортсмена из каждого заезда проходили в полуфинал соревнований. Все остальные спортсмены попадали в утешительные заезды, где были разыграны ещё 2 полуфинальных места.

#### Заезд 1
| Место | Спортсмены                      | Страна         | Время  | Отставание | Примечания |
| ----- | ------------------------------- | -------------- | ------ | ---------- | ---------- |
| 1     | Реджинальд Дуглас Роберт Паркер | Новая Зеландия | 7:32,6 | +0,0       | SF         |
| 2     | Питер Рейпер Морис Грейс        | Австралия      | 7:37,2 | +4,6       | SF         |
| 3     | Альваро Бьянки Маурицио Клеричи | Италия         | 7:41,2 | +9,0       | R          |

#### Заезд 2
| Место | Спортсмены                   | Страна                          | Время  | Отставание | Примечания |
| ----- | ---------------------------- | ------------------------------- | ------ | ---------- | ---------- |
| 1     | Хельмут Зауэрмильх Клаус Хес | Объединённая германская команда | 7:30,1 | +0,0       | SF         |
| 2     | Финн Педерсен Кьелль Эстрём  | Дания                           | 7:36,6 | +6,5       | SF         |
| 3     | Роберт Батенс Михел Кнёйсен  | Бельгия                         | 7:45,6 | +15,5      | R          |

#### Заезд 3
| Место | Спортсмены                       | Страна  | Время  | Отставание | Примечания |
| ----- | -------------------------------- | ------- | ------ | ---------- | ---------- |
| 1     | Джеймс Файфер Дюваль Хехт        | США     | 7:19,5 | +0,0       | SF         |
| 2     | Игорь Булдаков Виктор Иванов     | СССР    | 7:29,9 | +10,4      | SF         |
| 3     | Йозеф Клоимштайн Альфред Загедер | Австрия | 7:37,0 | +17,5      | R          |

### Отборочный заезд
Первые две сборные выходили в полуфинал соревнований. Экипаж, пришедший к финишу последним, выбывал из борьбы за медали.
| Место | Спортсмены                       | Страна  | Время | Отставание | Примечания |
| ----- | -------------------------------- | ------- | ----- | ---------- | ---------- |
| 1     | Йозеф Клоимштайн Альфред Загедер | Австрия |       |            | SF         |
| 2     | Альваро Бьянки Маурицио Клеричи  | Италия  |       |            | SF         |
| 3     | Роберт Батенс Михел Кнёйсен      | Бельгия |       |            |            |

### Полуфиналы
Первые два экипажа из каждого заезда проходили в финал соревнований. Все остальные сборные выбывали из борьбы за медали.

#### Заезд 1
| Место | Спортсмены                       | Страна         | Время  | Отставание | Примечания |
| ----- | -------------------------------- | -------------- | ------ | ---------- | ---------- |
| 1     | Игорь Булдаков Виктор Иванов     | СССР           | 8:41,3 | +0,0       | F          |
| 2     | Йозеф Клоимштайн Альфред Загедер | Австрия        | 8:42,4 | +1,1       | F          |
| 3     | Реджинальд Дуглас Роберт Паркер  | Новая Зеландия | 8:44,7 | +3,6       |            |
| 4     | Финн Педерсен Кьелль Эстрём      | Дания          | 8:55,1 | +13,8      |            |

#### Заезд 2
| Место | Спортсмены                      | Страна                          | Время  | Отставание | Примечания |
| ----- | ------------------------------- | ------------------------------- | ------ | ---------- | ---------- |
| 1     | Джеймс Файфер Дюваль Хехт       | США                             | 8:37,7 | +0,0       | F          |
| 2     | Питер Рейпер Морис Грейс        | Австралия                       | 8:48,2 | +10,5      | F          |
| 3     | Хельмут Зауэрмильх Клаус Хес    | Объединённая германская команда | 8:52,3 | +14,6      |            |
| 4     | Альваро Бьянки Маурицио Клеричи | Италия                          | 9:11,1 | +34,4      |            |

### Финал
До начала соревнований среди двоек распашных без рулевого явными фаворитами считались советские гребцы Игорь Булдаков и Виктор Иванов, ставшие призёрами четырёх последних чемпионатов Европы, причём трижды они становились чемпионами. Помимо советских гребцов на победу претендовали также гребцы из США Джеймс Файфер и Дюваль Хехт, которые на национальном отборе опередили действующих олимпийских чемпионов Чарли Логга и Томаса Прайса. Также в финал пробились австрийцы Йозеф Клоимштайн и Альфред Загедер, ставшие серебряными призёрами последнего европейского первенства.
В финальном заезде лучше всего старт удался американским гребцам. С каждым метром дистанции их отрыв увеличивался. На финише американские выиграли у пришедших к финишу вторыми советских гребцов 8,5 секунд. А те, в свою очередь, опередили бронзовых призёров из Австрии почти на 8 с.
| Место | Спортсмены                       | Страна    | Время  | Отставание |
| ----- | -------------------------------- | --------- | ------ | ---------- |
| 1     | Джеймс Файфер Дюваль Хехт        | США       | 7:55,4 | +0,0       |
| 2     | Игорь Булдаков Виктор Иванов     | СССР      | 8:03,9 | +8,5       |
| 3     | Йозеф Клоимштайн Альфред Загедер | Австрия   | 8:11,8 | +16,4      |
| 4     | Питер Рейпер Морис Грейс         | Австралия | 8:22,2 | +26,8      |